# Naturschutzgebiet Ammertenbühl
Das Naturschutzgebiet Ammertenbühl mit einer Größe von 2,8 ha liegt südöstlich von Brilon. Der Ammertenbühl wurde bereits 1938 mit dem Gebiet Drübel als Landschaftsschutzgebiet ausgewiesen. Das Gebiet wurde 2008 mit dem Landschaftsplan Briloner Hochfläche durch den Hochsauerlandkreis als Naturschutzgebiet (NSG) ausgewiesen. Es ist eines von 31 Naturschutzgebieten in Brilon, welche zur Gruppe der Kalkkuppen mit speziellen Verboten gehören. Das NSG ist auch Teil des FFH-Gebietes Kalkkuppen bei Brilon (DE 4617-303).

## Gebietsbeschreibung
Das NSG liegt etwa 100 m vom Siedlungsbereich Brilons entfernt. Es treten bis zu 8 m hohe Felsen zu Tage. Das NSG ist von Wald bedeckt. Dabei handelt es sich um Rotbuchenwald. Im Baumbestand findet sich ein hoher Anteil von Ahorn.
Es wurden die Pflanzenarten Berg-Ahorn, Braunstieliger Streifenfarn, Efeu, Einblütiges Perlgras, Esche, Fichte, Gemeiner Tüpfelfarn, Maiglöckchen, Mauerlattich, Mauerraute, Rotbuche, Schwarzer Holunder, Spitzahorn, Stieleiche, Wald-Bingelkraut, Wald-Labkraut, Wald-Segge und Waldmeister im NSG nachgewiesen.

## Schutzzweck
Schutz des artenreichen Buchenwaldes im NSG. Wie bei allen Naturschutzgebieten in Deutschland wurde in der Schutzausweisung darauf hingewiesen, dass das Gebiet „wegen der Seltenheit, besonderen Eigenart und Schönheit des Gebietes“ zum Naturschutzgebiet wurde.